# Knife Party
Knife Party is een Australisch dubstep/electrohouseduo opgericht door leden van de band Pendulum, Rob Swire en Gareth McGrillen.
Swire en McGrillen maakten hun eerste publieke optreden als Knife Party op 5 Augustus 2011 in Space, een nachtclub op Ibiza. Het duo noemde zich naar een nummer op het album White Pony van Deftones.
Eind 2011 kwamen Swire en McGrillen met hun eerste EP genaamd 100% No Modern Talking dat digitaal uitkwam bij EarStorm. Deze EP was gratis te downloaden via hun website, Soundcloud en Facebook, en daarnaast verkrijgbaar op Beatport en iTunes op 12 december 2011. Samen met Swedish House Mafia maakte ze een nummer Antidote.
In mei 2012 brachten ze hun tweede EP Rage Valley digitaal via EarStorm en Big Beat uit. Het titelnummer Rage Valley heette oorspronkelijk Fuck Em maar de titel werd volgens Swire for secret shady reasons that you shall never know veranderd in "Rage Valley". Ook Sleaze werd hernoemd, het nummer heette oorspronkelijk Until They Kick Us Out.
Hun derde EP Haunted House werd op 6 mei 2013 digitaal uitgebracht via EarStorm en Big Beat. Deze EP zou oorspronkelijk in de week van 22 april uitkomen en vanaf 29 april beschikbaar zijn op iTunes. Swire maakte op 24 april via Twitter bekend dat deze datum verschoven zou worden naar 6 mei.
Vlak voor het uitbrengen werd het nummer Baghdad nog vervangen door Internet Friends (VIP Mix) De EP lekte uit op 29 april, en werd op 5 mei in zijn geheel geüpload op het Youtubekanaal van Knife Party.
Naast de Ep's maakten ze ook een aantal remixen waaronder die van Crush on You van Nero en Save the World van de Swedish House Mafia.

## Discografie

### Singles
| Single met eventuele hitnotering(en) in de Nederlandse Top 40 | Datum van verschijnen | Datum van binnenkomst | Hoogste positie | Aantal weken | Opmerkingen                                           |
| ------------------------------------------------------------- | --------------------- | --------------------- | --------------- | ------------ | ----------------------------------------------------- |
| Antidote                                                      | 2011                  | 26-11-2011            | tip8            | -            | met Swedish House Mafia / Nr. 49 in de Single Top 100 |
| Internet Friends                                              | 2011                  | 14-01-2012            | tip10           | -            |                                                       |

| Single met hitnotering(en) in de Vlaamse Ultratop 50 | Datum van verschijnen | Datum van binnenkomst | Hoogste positie | Aantal weken | Opmerkingen             |
| ---------------------------------------------------- | --------------------- | --------------------- | --------------- | ------------ | ----------------------- |
| Antidote                                             | 14-11-2011            | 31-12-2011            | 35              | 5            | met Swedish House Mafia |
| Internet Friends                                     | 2011                  | 17-12-2011            | tip56           | -            |                         |
| Bonfire                                              | 2012                  | 07-07-2012            | tip46           | -            |                         |
| Lrad                                                 | 2013                  | 01-06-2013            | tip96*          |              |                         |